# Bryum gemmiforme
Bryum gemmiforme là một loài rêu đã tuyệt chủng trong họ Bryaceae. Loài này được Saporta mô tả khoa học đầu tiên năm 1888.